# 職業訓練指導員 (造園科)
職業訓練指導員 (造園科)（しょくぎょうくんれんしどういん ぞうえんか）は、職業訓練指導員免許のうちの1つ。厚生労働省管轄。

## 受験資格
職業訓練指導員免許の受験資格と試験免除を参照。造園技能士の保有者など。

## 試験科目

### 学科試験
1. 指導方法（職業訓練原理、教科指導法、訓練生の心理、生活指導及び職業訓練関係法規）
2. 関連学科
  1. 系基礎学科
    1. 植物（植物学、植物病理学、農薬）
    2. 土及び肥料（土、肥料）
    3. 農業機械及び施設（農業機械、農業施設、器工具）
    4. 安全衛生（安全管理、衛生管理）

  2. 専攻学科
    1. 造園法（庭園、造園計画及び設計、造園工事法、造園管理、造園、機械、仕様及び積算）
    2. 材料（造園植物、造園用材料）

### 実技試験
1. 造園